# Speeltuin (Efteling)
Speeltuin is een voormalige speeltuin in het Nederlandse attractiepark de Efteling. Het opende in 1951 en sloot in 1990. De Speeltuin bevond zich waar het Volk van Laaf te vinden is.

## Geschiedenis[1]
De Speeltuin opende samen met de Efteling op 11 mei 1951. In de loop der jaren zijn er steeds attracties toegevoegd.
De Kleine Zweefmolen en de Jeepmolen waren de eerste molens die in 1951 bij de opening van de Efteling in de Speeltuin stonden samen met glijbanen, schommels, wippen en verschillende handmolens. De Kleine Zweefmolen is nog steeds operationeel op het Anton Pieckplein. 
1951Opening Speeltuin met o.a. Jeepmolen, Kleine Zweefmolen, glijbanen, schommels, wippen
1953Toevoeging EHBO-post
1955Toevoeging de Ganzenhoedster en de Stenen Kip. Opening horecapunt In den Hoorn des Overvloeds en de Ponymanege. Ook de Mallemolen, ook bekend als de Anton Pieckcarrousel, wordt geopend.
1956Ezeltje Strek Je verschijnt op zijn sokkel.
1958Zwaan Kleef Aan wordt toegevoegd.
1959Eerste Holle Bolle Gijs wordt geplaatst in het park "speeltuin Gijs".
1960De Gekroonde Eend wordt toegevoegd.
1961Opening nieuw horecapunt Smulpaap.
1964Toevoeging van de Veulenweinde en de Ponymolen.
Jaren 70Er verschijnen nieuwe horecapunten en toiletten.
1977Aankoop de Grote Zweefmolen en de Vlindermolen.
Jaren 80Nieuwe attractie de Fietsmolen opent in 1980.
Ezeltje Strek Je verhuist in 1984 naar het Herautenplein in het Sprookjesbos.
De Ponymanege sluit in 1986.
1990De Speeltuin maakt plaats voor het Volk van Laaf. De Fietsmolen keert niet terug. De automaten en de molens openen later in het Anton Pieckplein en de speeltuin Kindervreugd.

## Overzicht
De Speeltuin bestond uit molens, speeltoestellen, automaten en andere attracties. Veel van deze zijn vandaag terug te vinden in de speeltuin Kindervreugd op op het Anton Pieckplein. 
- Grote Zweefmolen
- Kleine Zweefmolen
- Fietsmolen
- Jeepmolen
- Ponymolen
- Vlindermolen
- Ponymanege
- Ezeltje Strek Je
- Stenen Kip
- Kinderbad
- Gekroonde Eend
- Zwaan Kleef Aan

Lijst van attracties in de Efteling · Lijst van sprookjes in de Efteling · Afbeeldingen